# Ídolo de Oro

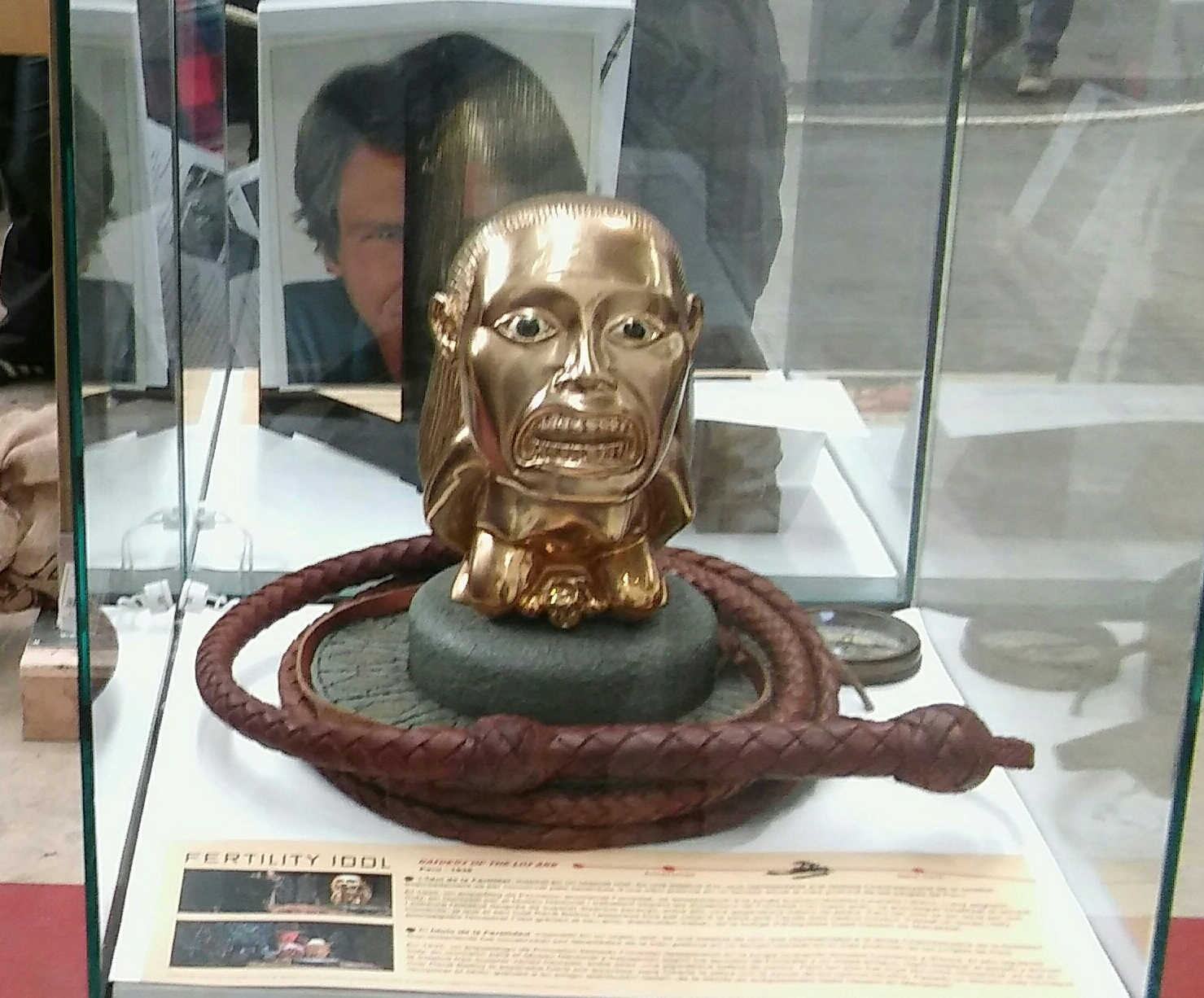
Réplica del Ídolo.

El Ídolo Chachapoyano de la Fertilidad, comúnmente llamado Ídolo de Oro, es una estatuilla ficticia que aparece en la secuencia inicial de la película de 1981 Raiders of the Lost Ark, la primera de la franquicia Indiana Jones. Es la primera reliquia que roba el protagonista Indiana Jones, dándose a entender que es un cazador de tesoros. La imagen del ídolo se ha vuelto icónica en la cultura popular.

## Historia ficticia
Basado en la película y los cómics de Indiana Jones, el ídolo ha sido atribuido erróneamente a la cultura Chachapoya del Perú, aunque el ejemplar a partir del cual fue modelado está tallado en piedra verde, atribuido a la cultura azteca, y actualmente en exhibición en las colecciones de Dumbarton Oaks en Washington D. C. Fue en esta ficción buscada en 1936, en la Amazonia peruana, por el arqueólogo/buscador de tesoros Indiana Jones. Jones había oído hablar del ídolo cuando comenzaron a aparecer en el mercado de antigüedades una serie de figuras de oro que pretendían ser Chachapoya. Jones y Marcus Brody, curador del Museo Nacional de Historia Natural, creían que se habían localizado templos de Chachapoyán no descubiertos anteriormente y estaban siendo saqueados. La evidencia apuntaba a uno de los competidores de Jones, un arqueólogo de la Universidad de Princeton llamado Forrestal que se había embarcado en una expedición a Perú un año antes y nunca regresó. Con la ayuda del diario de un explorador del siglo XIX y de contactos en Sudamérica, Jones sigue los pasos de Forrestal, decidido a adquirir el verdadero premio: una representación dorada de la diosa chachapoyana de la fertilidad y el parto, que se dice que está secreta en el corazón del templo de los guerreros. Al penetrar en el Templo de los Guerreros, Jones encuentra los restos de Forrestal empalados en las púas de madera de una trampa.
El ídolo de oro fue colocado sobre un antiguo altar chachapoyano. Tenía el peso justo para mantener en su lugar un antiguo mecanismo de autodestrucción. Jones conoce la trampa e intenta reemplazar al ídolo con una bolsa de arena. Su intento falla cuando calcula incorrectamente el peso del ídolo (en realidad, si estuviera hecha de oro macizo, esta estatua pesaría alrededor de 150 libras, lo que haría prácticamente imposible que Jones la llevara tan fácilmente como lo hace). Después de escapar de las muchas trampas colocadas por los chachapoyanos, incluida una roca gigante, encuentra al arqueólogo rival René Belloq esperando afuera con un grupo de Hovitos, los nativos locales. Rodeado y superado en número, Jones se ve obligado a entregarle el artefacto a Belloq. Jones evade a Belloq y los Hovitos después de una persecución en la jungla, volando en un hidroavión que espera.